# Nigella ciliaris
Nigella ciliaris är en ranunkelväxtart som beskrevs av Dc.. Nigella ciliaris ingår i släktet nigellor, och familjen ranunkelväxter. Inga underarter finns listade i Catalogue of Life.

## Bildgalleri

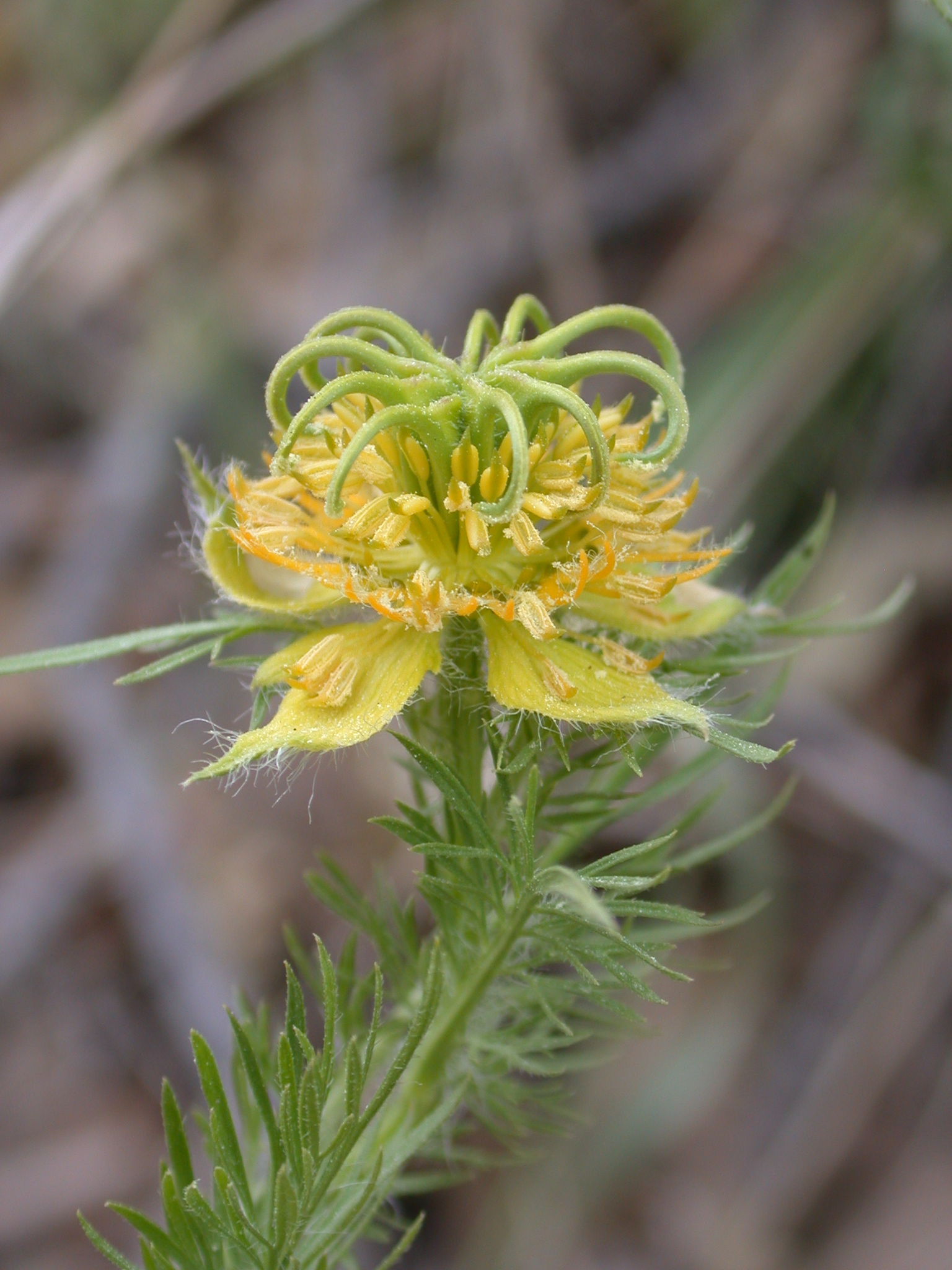
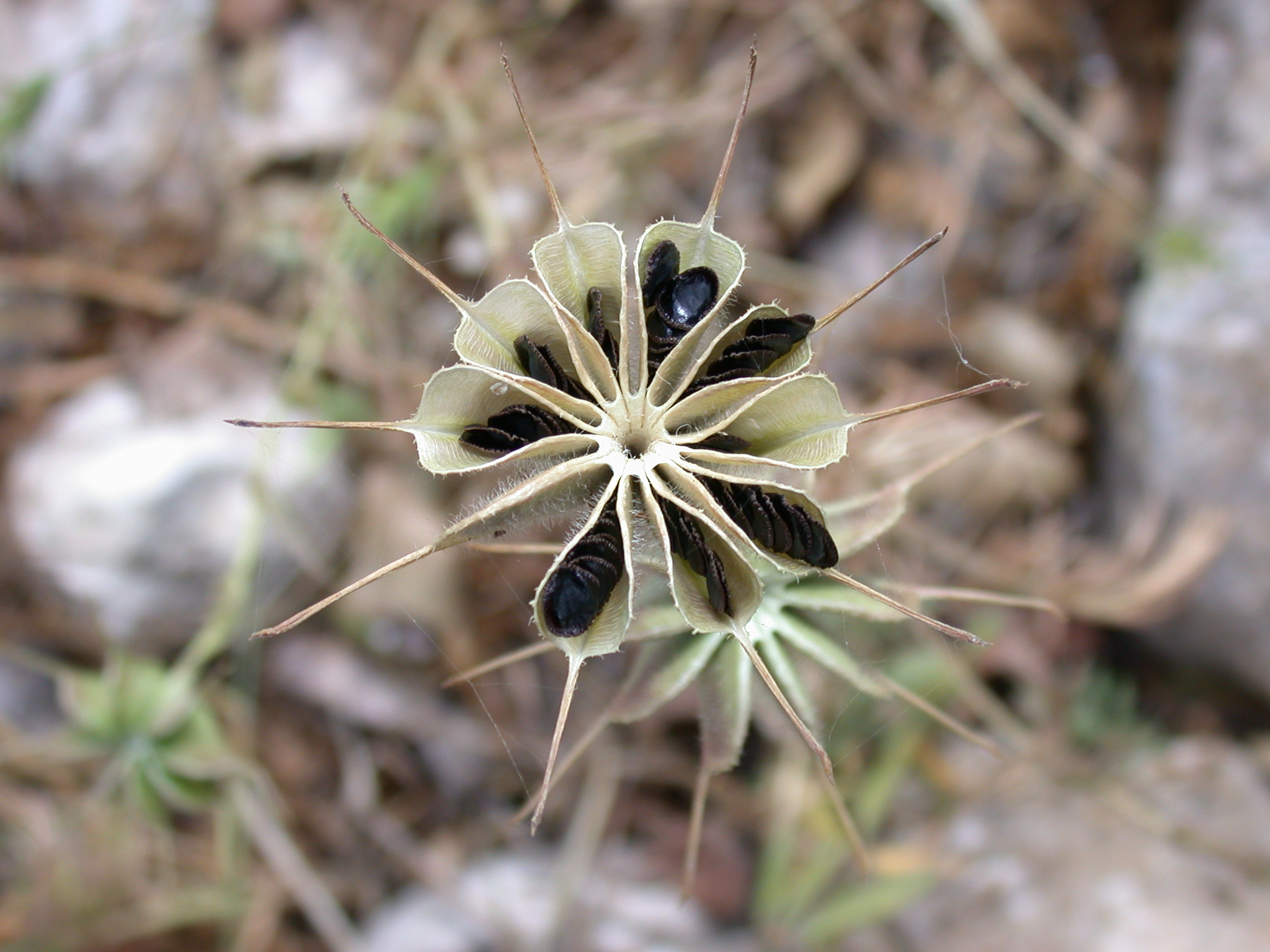
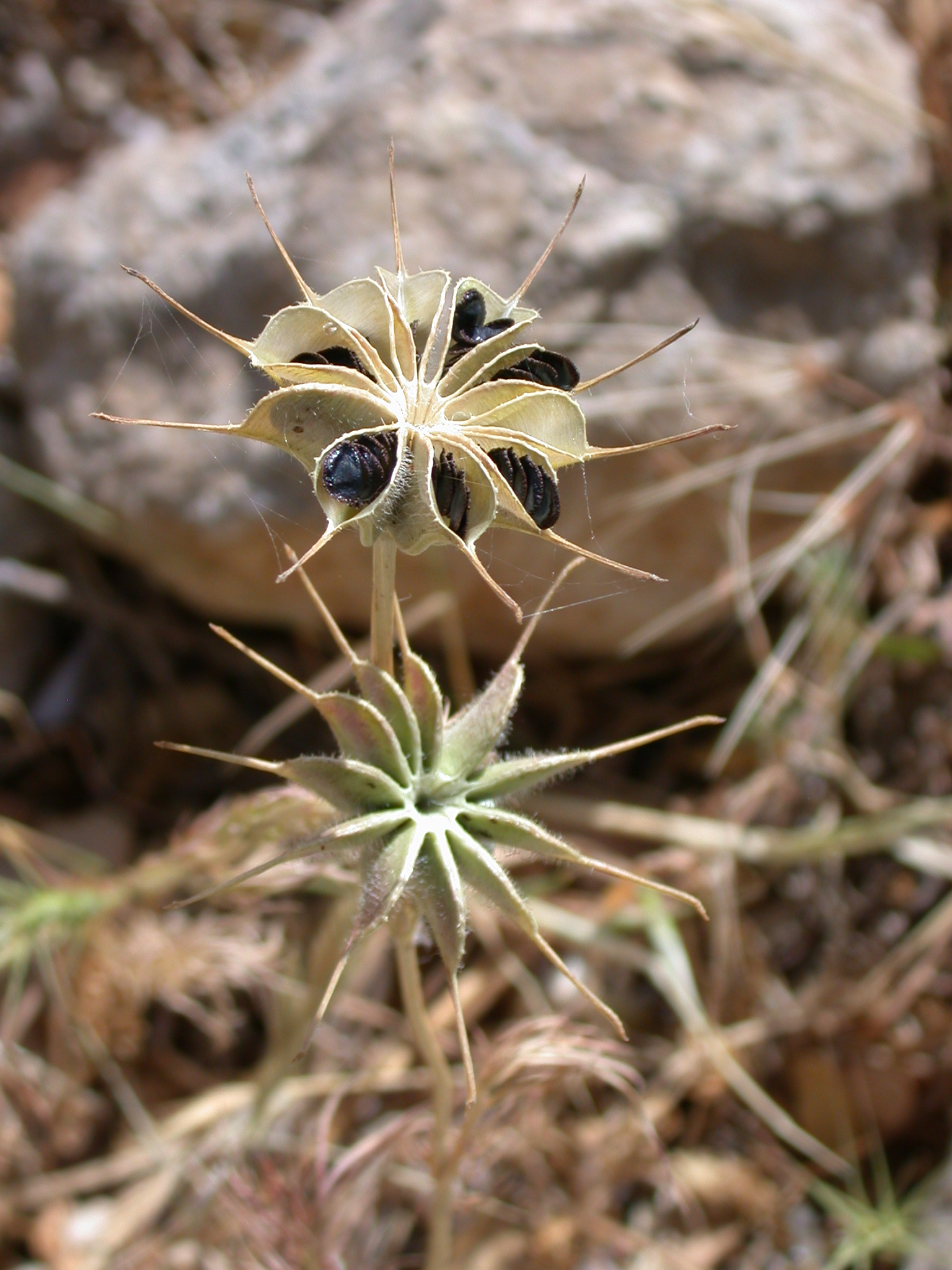